# El coro de la cárcel (Perú)
El coro de la cárcel es la versión peruana del reality show español homónimo en el que un grupo de presas es seleccionado para formar un coro dentro de la prisión. La producción está a cargo de GV Producciones y la transmisión es vía América Televisión a la medianoche los sábados –los seis primeros episodios se emitieron los domingos a las 6 p. m. Está a cargo de Raúl Zuazo como profesor de canto y Maribel Toledo-Ocampo como narradora.
Llegó a su fin el 8 de junio de 2013.

## Concepto
Un grupo de presas es seleccionado para formar un coro dentro de la prisión con doce internas sentenciadas por delitos menores. A lo largo de las semanas que dura el reality, el programa no sólo refleja los progresos musicales de las presas, sino que también pretende dar a conocer como es la vida dentro de un penal.
Doce internas son seleccionadas para formar un coro, esto luego de pasar por un casting en el que se evalúan sus dotes vocales.
Cuenta con un director musical (Julio Hernández, profesor de la Escuela de Música de la UPC).